# Dianthus uzbekistanicus
Dianthus uzbekistanicus là loài thực vật có hoa thuộc họ Cẩm chướng. Loài này được Lincz. mô tả khoa học đầu tiên năm 1953.